# Le Bourg-Saint-Léonard
Le Bourg-Saint-Léonard è stato un comune francese di 450 abitanti situato nel dipartimento dell'Orne nella regione della Normandia. Il 1º gennaio 2017 si è fuso con Aubry-en-Exmes, Avernes-sous-Exmes, Chambois, La Cochère, Courménil, Exmes, Fel, Omméel, Saint-Pierre-la-Rivière, Silly-en-Gouffern, Survie, Urou-et-Crennes e Villebadin per formare il nuovo comune di Gouffern-en-Auge di cui è divenuto comune delegato.

## Società

### Evoluzione demografica
Abitanti censiti